# Thereus thoana
Thereus thoana är en fjärilsart som beskrevs av William Chapman Hewitson 1874. Thereus thoana ingår i släktet Thereus och familjen juvelvingar. Inga underarter finns listade i Catalogue of Life.